# Китай в Первой мировой войне
Китай принял формальное участие в Первой мировой войне на стороне Антанты, однако удалённость страны от основных мест боевых действий привела к тому, что вопросы, связанные с участием в войне, в основном были фоном для внутриполитических проблем.

## Ситуация в Китае перед началом войны
После свержения маньчжурской династии Цин в 1912 году на смену монархии пришла авторитарная власть — военная диктатура во главе с Юань Шикаем. Опираясь на силу штыков, Юань Шикай последовательно укреплял свою личную власть. Когда начался период юаньшикаевской реакции, партия Гоминьдан попыталась мобилизовать массы, начав «Вторую революцию», однако к началу августа Юань Шикай при поддержке английских канонерок, произведших демонстрацию в устье реки Янцзы против революционеров, разгромил войска своих политических противников. Основатель Гоминьдана Сунь Ятсен был вынужден эмигрировать в Японию.
Заручившись поддержкой иностранных держав, Юань Шикай заставил парламент «избрать» его президентом Китайской республики сроком на 5 лет. 4 ноября 1913 года 438 депутатов парламента, принадлежавших к партии Гоминьдан, были лишены депутатских мандатов, а сама партия была объявлена вне закона. 12 января 1914 года Юань Шикай окончательно распустил не желавший подчиняться ему парламент, а 1 мая опубликовал новую конституцию, предоставлявшую ему диктаторские права и отменявшую конституцию, принятую 11 марта 1912 года.
Готовясь к восстановлению в Китае монархического строя и провозглашению себя императором, Юань Шикай совершил торжественное жертвоприношение в Храме Неба, соблюдая все ритуальные традиции бывшего маньчжурского императорского двора. Стали присваиваться сановные титулы времён монархии, широко привлекаться на службу прежние цинские чиновники. По инициативе Юань Шикая его политический советник американец Фрэнк Гудноу в 1914 году выступил со статьёй, в которой говорилось, что республиканский строй не подходит к китайским условиям, и для страны монархия более приемлема, нежели республика.
Наступление Юань Шикая на демократические завоевания Синьхайской революции и ухудшение экономического положения в стране вызвали волну антиправительственных выступлений. Наиболее крупным из них было восстание в провинциях Хэнань, Хубэй, Аньхой и Шаньси под руководством крестьянина Бай Лана, длившееся с 1912 по осень 1914 года. В повстанческой армии Бай Лана сражались крестьяне, шахтёры, землекопы. На подавление восстания Юань Шикай бросил 200-тысячную армию. Одновременно он ужесточил преследование демократических сил. В марте 1914 года был опубликован драконовский закон о печати, устанавливавший строжайшую цензуру; в ноябре 1914 года введены телесные наказания для населения.

## Действия Японии
После начала Первой мировой войны в августе 1914 года китайское правительство объявило о своём нейтралитете, и обратилось к воюющим державам с просьбой не переносить военные действия на территорию Китая, в том числе и на «арендованные» державами китайские земли. Однако 22 августа 1914 года Япония объявила о своём состоянии войны с Германией, и высадила 30-тысячную армию севернее Циндао — центра германской колонии в провинции Шаньдун. После двухмесячной военной кампании Япония захватила германские владения в Шаньдуне, а также распространила свой контроль на всю территорию провинции. Юань Шикай не только не оказал сопротивления японской агрессии, но, напротив, всячески заискивал перед Японией в расчёте на поддержку ею его монархических планов.
18 января 1915 года Япония предъявила Китаю «21 требование», принятие которых закрепило бы господство Японии в Шаньдуне, Южной Маньчжурии, Внутренней Монголии и главном центре металлургии Китая — Ханьепинском комбинате, а также поставило бы под японский контроль китайскую армию, полицию, внешнюю политику и финансы Китая. Эти требования вызвали всеобщее возмущение в Китае. Начался подъём антияпонских выступлений, в городах создавались патриотические общества, торговыми палатами был организован массовый антияпонский бойкот и забастовки рабочих японских предприятий.
7 мая Япония, сняв последнюю из пяти групп требований, предъявила китайскому правительству ультиматум. Юань Шикай надеялся на поддержку США, Англии и Франции, однако те посоветовали китайскому правительству во избежание прямого конфликта с Японией пойти на удовлетворение частично пересмотренного набора требований. День принятия Юань Шикаем японских требований — 9 мая 1915 года — стал «днём национального позора» Китая.

## Попытка реставрации монархии Юань Шикаем
Основываясь на работах Гудноу, в Китае была развёрнута пропагандистская кампания за принятие Юань Шикаем императорского титула и отказа от республиканской формы правления. Чтобы нейтрализовать сторонников свергнутой династии Цин, Юань Шикай заключил сделку с цинским двором. Претендент на трон дал маньчжурским князьям письменное обещание строго соблюдать «Льготные условия для цинского двора» (подписанные при отречении династии), навечно сохранить его привилегии и включить этот документ в будущую конституцию. Вместе с тем Юань Шикай пытался породниться с династией Цин и предложил выдать свою дочь за Пу И, рассчитывая обеспечить себе поддержку сторонников старого режима. Маньчжурские князья согласились на этот брак, хотя многие из них ненавидели Юань Шикая за его предательство императора Цзайтяня в 1898 году и за его измену династии в 1912 году. Сделка состоялась, и князь Пулунь — двоюродный брат Пуи — от имени династии Цин и личного состава восьми маньчжурских «знамён» обратился к Юань Шикаю с просьбой принять трон.
Летом 1915 года Юань Шикай инспирировал петиционную кампанию за провозглашение монархии и передачу ему престола. В провинциях прошли «референдумы», участники которых все как один высказались за восстановление монархии. В декабре 1915 года Центральная совещательная палата, приняв решение об учреждении конституционной монархии, обратилась к Юань Шикаю с просьбой о вступлении на престол. Первоначально Юань Шикай ответил отказом, мотивируя его нежеланием нарушать президентскую присягу на верность республике и боязнью оскорбить достоинство Пуи, отрёкшегося от престола, однако после второй «настойчивой просьбы» 12 декабря официально объявил о своём решении принять императорский титул.
Ещё в конце 1915 года между странами Антанты с одной стороны, и Юань Шикаем — с другой, начались переговоры о вступлении Китая в войну против Германии. Юань Шикай поставил основным условием объявления Китаем войны Германии признание державами монархического строя в Китае и его, Юань Шикая, в качестве императора. Однако возражения со стороны Японии и всё возраставшее антиимпериалистическое движение в стране отвлекли внимание Юань Шикая, и вопрос о вступлении Китая в войну так и не был решён при его жизни.
Создавая новую монархию, Юань Шикай не учёл, что при республиканском строе вся реальная власть стала исходить не от бюрократии, а от военных, и республиканский строй был гарантией сохранения лидерства армейской элиты. По этой причине армия в целом оказалась на стороне республики. 25 декабря 1915 года в провинции Юньнань под руководством генерала Цай Э началась «третья революция». В «движение в защиту республики» активно включились республиканские круги китайской буржуазии и часть либерально-помещичьих кругов в Центральном и Южном Китае. Против монархии высказались и милитаристы Севера. Прикованные к фронтам Первой мировой войны европейские державы отрицательно отнеслись к планам Юань Шикая. Отказала ему в поддержке и Япония. Видя своё поражение, Юань Шикай отступил. 22 марта 1916 года было объявлено об отмене монархии и о восстановлении республики. Несостоявшийся император попытался сохранить за собой пост президента, но республиканские генералы категорически требовали его отставки, от него отвернулась практически вся армия. Потерпев полный крах всех своих планов, 6 июня Юань Шикай скоропостижно скончался.

## Колебания Китая по вопросу вступления в войну
После смерти Юань Шикая на пост президента республики в Пекине вступил бывший вице-президент Ли Юаньхун, который восстановил отменённую Юань Шикаем конституцию 10 марта 1912 года и созвал разогнанный Юань Шикаем парламент. В правительстве, однако, остались все ставленники Юань Шикая, принадлежавшие к военно-помещичьей группировке севера Китая, председателем правительства стал Дуань Цижуй. 1 августа 1916 года на первой сессии парламента между гоминьдановцами, выражавшими интересы национальной буржуазии и помещиков восточного, центрального и южного Китая, и группировкой северных милитаристов (ранее поддерживавших Юань Шикая), которые выражали интересы помещиков Севера и компрадорской буржуазии, начался острый конфликт. К осени 1916 года провинциальные милитаристы, поддерживаемые теми или иными империалистическими державами, фактически стали бесконтрольными хозяевами в своих вотчинах, лишь номинально подчиняясь пекинскому правительству.
К концу 1916 года политическая обстановка на севере Китая обострилась. Парламент отказался утвердить предложенное правительством назначение Цао Жулиня в качестве специального посла в Японию для заключения займа с японскими банками на сумму в 5 миллионов долларов. В ответ на отказ парламента утвердить назначение Цао Жулиня милитаристская группировка созвала в Пекине 1 января 1917 года совещание военных губернаторов провинций, на котором Аньхойская клика уполномочила своего руководителя Дуань Цижуя лишить парламент права вмешательства во внутренние и внешние дела страны и, в свою очередь, заручиться финансовой поддержкой у иностранных держав.
Империалистические державы непременным условием для предоставления займов северным милитаристам поставили объявление Китаем войны Германии. В связи с тем, что Великобритания и Франция заверили Японию относительно поддержки японских претензий на бывшие германские владения в Китае на послевоенной мирной конференции, Япония сняла свои возражения относительно вступления Китая в войну и обещала державам Антанты помочь убедить китайское правительство вступить в войну против Германии. В результате совместного нажима Великобритании, США, Франции и Японии Дуань Цижуй 14 марта 1917 года заявил о разрыве Китаем дипломатических отношений с Германией.
25 апреля 1917 года Дуань Цижуй вновь созвал в Пекине конференцию милитаристов — военных губернаторов девяти провинций и представителей ряда других милитаристов, не присутствовавших лично на конференции. Во время работы конференции американский посланник и посланники союзных государств в Пекине неоднократно устраивали приёмы и банкеты в честь участников конференции, всячески склоняя их ускорить объявление Китаем войны Германии. В результате 28 апреля 1917 года конференция военных губернаторов приняла решение настаивать на объявлении войны Германии. Этот вопрос был передан президентом на рассмотрение нижней палаты парламента, собравшейся для этой цели 10 мая 1917 года.
Несмотря на прямые угрозы, парламент отказался объявить войну Германии, и потребовал отставки кабинета Дуань Цижуя. Дуань Цижуй был смещён с поста премьера, председателем правительства стал У Тинфан. Тогда ряд провинций, контролировавшихся северными милитаристами, стал заявлять о своей независимости. Ли Юаньхун пригласил прибыть в Тяньцзинь генерала Чжан Сюня с его армией из провинции Цзянсу. Чжан Сюнь был монархистом, в его армии солдаты и офицеры не срезали кос, демонстрируя верность свергнутой династии Цин. 8 июня генерал со своими войсками прибыл в Тяньцзинь. Он потребовал от президента включение «Льготных условий» в конституцию, признания конфуцианства в качестве национальной религии и резкого увеличения численности своих войск. Было объявлено о роспуске парламента. 9 июня армия Чжан Сюня вступила в Пекин. 1 июля было объявлено о восстановлении династии Цин во главе с Пуи.
Сосредоточение власти в руках Чжан Сюня испугало генералитет, милитаристы увидели в нём второго Юань Шикая. Это побудило их дружно выступить под флагом «защитников республики». Подавление путча возглавил Дуань Цижуй, двинув на Пекин верные ему части. К 12 июля монархический путч был подавлен. Воспользовавшись ситуацией, Дуань Цижуй заставил Ли Юаньхуна уйти в отставку и распустил парламент. Обязанности президента стал исполнять Фэн Гочжан. Упрочив свои позиции, правительство Дуань Цижуя 14 августа 1917 года официально объявило войну Германии. Получив крупные займы от японских банков, северные милитаристы стали готовиться к возобновлению борьбы с юго-западной группировкой.

## Раскол Китая
После разгрома парламента в июне 1917 года из Пекина в Гуанчжоу прибыло свыше 100 депутатов, представлявших партии, оппозиционные северным милитаристам. Гуанчжоу стал местопребыванием китайского парламента. На своей первой сессии 18 сентября 1917 года парламент объявил неконституционными действия правительства Дуань Цижуя, объявившего войну Германии без санкции парламента. Сунь Ятсен внёс на сессию парламента предложение о восстановлении нейтралитета Китая по отношению к воюющим странам, которое было парламентом принято единогласно. Парламент также обсудил вопрос о непризнании правительства Дуань Цижуя и вынес решение о проведении военной экспедиции против Пекина.
Под давлением Великобритании, США и Японии правительство юга было всё же вынуждено 26 сентября 1917 года объявить войну Германии, надеясь такой ценой получить признание иностранных держав. 3 октября Сунь Ятсен был избран в Гуанчжоу «генералиссимусом Южного Китая» и принял командование над вооружёнными силами «Южной федерации независимых провинций». 7 октября 1917 года Сунь Ятсен от имени «Южной федерации независимых провинций» объявил войну милитаристам севера под лозунгом защиты конституции.
В состав военного правительства Южного Китая входили в основном представители юньнаньских, гуансийских и сычуаньских милитаристов. Ни Сунь Ятсен, ни его малочисленная партия Гоминьдан, воссозданная после смерти Юань Шикая, не имели ни опоры в массах, ни своих вооружённых сил. Правительство в основном опиралось на войска гуансийского милитариста Лу Жунтина. Когда в начале мая 1918 года Лу Жунтин потребовал упразднения звания «генералиссимуса», присвоенного Сунь Ятсену, и расширения состава правительства за счёт включения в него своих ставленников, Сунь Ятсен подал в отставку и уехал в Шанхай. Гуанчжоуское правительство превратилось в слепого исполнителя указаний Лу Жунтина, продолжавшего вести войну с севером в целях усиления своих собственных позиций на юге. Лу Жунтин не признал нового президента Сюй Шичана, избранного в Пекине остатками парламента, и сам претендовал на пост президента Китая.

## Экономика Китая в годы Первой мировой войны
В годы войны в Европе иностранные компании, обосновавшиеся в Китае, используя благоприятную конъюнктуру успешно расширяли свою деятельность.
До войны в Китае действовали свыше 20 крупных иностранных банков, имевших около 100 отделений по всей стране. С началом войны Великобритания, Франция, Германия и Россия прекратили предоставление займов Китаю, чем не замедлила воспользоваться Япония для вытеснения своих западных конкурентов и укрепления собственного влияния на северокитайское правительство. К концу Первой мировой войны Японии удалось установить действенный контроль над металлургической (85 % всех доменных печей), горнодобывающей промышленностью Китая, и контролировать свыше 25 % добычи угля в стране. Всего с 1914 по 1921 годы японские капиталисты основали в Китае 222 промышленных предприятия и, используя дешёвое китайское сырьё и рабочую силу, довели численность своих предприятий в Китае до 6141.
За годы войны упрочились в Китае и позиции американского капитала. США были вынуждены пойти на известные уступки своим японским конкурентам: согласиться с наличием у Японии «важнейших» или «специальных интересов и влияния» в Китае и закрепить за ней после окончания войны бывшие германские колониальные владения в Шаньдуне.
Несмотря на прочные позиции, которые в китайской экономике занимал иностранный капитал, за годы Первой мировой войны начала успешно укреплять свои экономические позиции и китайская национальная буржуазия. Рост стоимости серебра, лежавшего в основе китайского денежного обращения, способствовал увеличению китайского экспорта. Пассивный баланс внешней торговли Китая сократился с 213 миллионов лян серебра в 1914 году до 20 миллионов в 1919. За годы войны число предприятий, принадлежавших китайскому национальному капиталу, выросло в 2,5 раза (с 698 до 1759). В 1919 году в стране действовали 1202 китайские торгово-промышленные компании, причём свыше половины из них появились в годы войны. Количество частных китайских банков выросло с 44 в 1913 году до 60 к 1918 году. С 1912 по 1919 годы в Китае возникло 17 пароходных компаний, с 1913 по 1920 годы было открыто 244 текстильные фабрики, число шелкомотальных фабрик с 1912 по 1919 годы увеличилось с 48 до 65.
Больших успехов китайская буржуазия добилась в развитии пищевой промышленности: с 1912 по 1921 годы возникло 175 новых предприятий, более чем в 2,5 раза возросла их общая численность. Бурный подъём переживала мукомольная промышленность: с 1914 по 1920 годы экспорт муки из Китая из-за возросшего спроса со стороны воюющих стран увеличился в 40 раз.
За период с 1914 по 1919 годы численность промышленного пролетариата в Китае возросла примерно в 3 раза, составив около 3 миллионов человек; в стране насчитывалось около 10 миллионов рабочих, занятых в кустарной промышленности. Около 175 тысяч китайских рабочих в годы войны были завербованы на Ближний Восток, во Францию, Великобританию и Россию, где главным образом использовались в качестве землекопов на строительстве различных оборонительных сооружений, дорог и в качестве чернорабочих на различных предприятиях.

## Участие в войне

### Рабочие вместо солдат
Несмотря на объявление Китаем войны Германии и Австро-Венгрии, китайские солдаты не были отправлены ни на один из театров войны. Вместо этого китайское правительство проводило политику «рабочие вместо солдат», отправляя союзникам китайских рабочих (чернорабочих и специалистов).

### Боевые действия
В ходе Первой мировой войны на Западном фронте неоднократно возникали ситуации, когда китайские рабочие, первоначально нанятые для тыловых работ, оказывались вынужденно вовлечены в боевые действия. Наиболее значительные случаи имели место в 1918 году. В марте 1918 года, когда германские войска прорвали британские оборонительные рубежи, группа китайских рабочих, по свидетельствам очевидцев, «оказала ожесточенное сопротивление, сражаясь лопатами и кирками». Во время масштабного немецкого наступления, один из британских генералов, генерал-майор Сэндоман Кэри, закрывал образовавшуюся брешь в линии фронта импровизированным отрядом, в который вошли ремонтники, авиаспециалисты, связисты, пулеметчики и рабочие из трудовых подразделений, включая китайцев. Этот сводный отряд почти 6 дней удерживал позиции на левом фланге 5-й армии. В октябре 1918 года один из офицеров записал в дневнике, что перед крупным наступлением «китайцы должны принять участие в реальных боевых действиях», хотя на следующий день он не упомянул об их участии.

### Аннексия концессий
В 1917 году Китай аннексировал германские концессии в Тяньцзине и Ханькоу, а также австро-венгерскую концессию в Тяньцзине. Боевых действий не было, передача прошла мирно.

## Военнопленные

### Китайские пленные
В ходе боев на Западном фронте некоторые китайские рабочие оказались в германском плену. Также некоторые китайские пассажиры и экипаж на судах был взят в плен немецкими рейдерами или подводными лодками. 

### Военнопленные в Китае
Некоторые австро-венгерские и немецкие военнопленные сбежали из сибирских лагерей в Китай, где были интернированы, другой частью военнопленных были солдаты в концессиях Центральных держав. Более 1000 немецких и австрийских военнопленных находились в китайских лагерях, где с ними гуманно обращались.

## «Движение 4 мая»
После прекращения боевых действий в Европе в Китае стали всё громче раздаваться голоса о необходимости решить на мирной конференции вопрос не только о возвращении Китаю как участнику войны на стороне Антанты бывших колониальных владений в Шаньдуне, но и о ликвидации всей системы неравноправных договоров держав с Китаем и признании его равноправным государством.
Китайское правительство в «Пожеланиях предстоявшей мирной конференции в Париже» выражало надежду, что
1. великие державы откажутся от своих сфер влияния в Китае;
2. войска иностранных государств, находящиеся в Китае, будут отозваны;
3. державы откажутся от права иметь в Китае свою почту и телеграф;
4. будет отменено право консульской юрисдикции;
5. арендованные державами территории будут возвращены Китаю;
6. будут возвращены Китаю и территории иностранных сеттльментов;
7. Китаю будет предоставлена таможенная самостоятельность.

Китайская общественность возлагала большие надежды на поддержку этих требований со стороны США, опираясь на «14 пунктов» президента Вудро Вильсона. Однако этим надеждам было не суждено сбыться. На открывшейся 18 января 1919 года в Париже мирной конференции руководители «Совета четырёх» не признали Китай равноправным участником конференции. Китайская делегация была фактически отстранена от обсуждения вопроса о судьбе бывших германских колоний в Китае. В ходе ожесточённого торга между США и Японией последняя, поддержанная Великобританией и Францией, одержала верх, и 30 апреля 1919 года «Совет четырёх» окончательно решил передать Японии бывшие германские колониальные владения в Шаньдуне. Китайская делегация не была даже приглашена на это заседание.
Известие об этом унизительном для Китая решении Парижской мирной конференции и о том, что ещё 24 сентября 1918 года правительство Дуань Цижуя подписало с Японией секретное соглашение о передаче ей германских колониальных владений в Шаньдуне, вызвало в Китае бурное негодование. Застрельщиками этого движения выступили студенты и учащиеся средних школ Пекина, собравшиеся 4 мая 1919 года на центральной столичной площади Тяньаньмэнь. Они провели митинг и демонстрацию протеста, требуя отказа от подписания мирного договора, возвращения Шаньдуна Китаю, аннулирования «21 требования», защиты национального суверенитета, отставки и наказания министров пекинского правительства. Правительство Дуань Цижуя жестоко подавило патриотическое выступление студентов. В знак протеста против избиения и ареста демонстрантов на следующий день забастовали все учебные заведения города, поддержанные профессорами и преподавателями, купечеством, представителями различных общественных организаций столицы. Несмотря на то, что вскоре правительство было вынуждено освободить арестованных, студенческие волнения не прекращались, и вскоре перекинулись на другие города Китая. Перед угрозой всеобщей забастовки Пекин был вынужден объявить об отставке прояпонски ориентированных членов правительства; ещё до этого Дуань Цижуй официально отказался от подписания Версальского мирного договора.